# ألان دونكان (سياسي)
ألان دونكان (بالإنجليزية: Alan Duncan) هو سياسي بريطاني، ولد في 31 مارس 1957 في المملكة المتحدة. حزبياً، نشط في حزب المحافظين.

## مناصب
- في الانتخابات العامة في المملكة المتحدة 1992 [الإنجليزية]‏، انتخب عضو البرلمان الحادي والخمسون للمملكة المتحدة عن دائرة روتلاند وميلتون خلال فترته النيابية ‏ (9 أبريل 1992 – 8 أبريل 1997).
- في الانتخابات العامة في المملكة المتحدة 1997 [الإنجليزية]‏، انتخب عضو البرلمان الثاني والخمسون للمملكة المتحدة عن دائرة روتلاند وميلتون وقد انضم خلال فترته النيابية ‏ (1 مايو 1997 – 14 مايو 2001) للكتلة البرلمانية حزب المحافظين.
- في الانتخابات العامة في المملكة المتحدة 2001، انتخب عضو برلمان المملكة المتحدة الـ53 عن دائرة روتلاند وميلتون وقد انضم خلال فترته النيابية ‏ (7 يونيو 2001 – 11 أبريل 2005) للكتلة البرلمانية حزب المحافظين.
- في الانتخابات العامة في المملكة المتحدة 2005، انتخب عضو برلمان المملكة المتحدة الـ54 عن دائرة روتلاند وميلتون وقد انضم خلال فترته النيابية ‏ (5 مايو 2005 – 12 أبريل 2010) للكتلة البرلمانية حزب المحافظين.
- في انتخابات المملكة المتحدة لعام 2010، انتخب عضو برلمان المملكة المتحدة الـ55 عن دائرة روتلاند وميلتون وقد انضم خلال فترته النيابية ‏ (6 مايو 2010 – 30 مارس 2015) للكتلة البرلمانية حزب المحافظين.
- في الانتخابات العامة في المملكة المتحدة 2015، انتخب عضو برلمان المملكة المتحدة الـ56 عن دائرة روتلاند وميلتون وقد انضم خلال فترته النيابية ‏ (8 مايو 2015 – 3 مايو 2017) للكتلة البرلمانية حزب المحافظين.
- في الانتخابات التشريعية البريطانية 2017، انتخب عضو برلمان المملكة المتحدة الـ57 عن دائرة روتلاند وميلتون وقد انضم خلال فترته النيابية ‏ (8 يونيو 2017 – ) للكتلة البرلمانية حزب المحافظين.
- انتخب وزير ظل الدولة للعدل [الإنجليزية]‏ (10 نوفمبر 2003 – 8 سبتمبر 2004).
- انتخب وزير ظل الدولة للتنمية الدولية [الإنجليزية]‏ (8 سبتمبر 2004 – 10 مايو 2005).
- انتخب وزير ظل الدولة للنقل [الإنجليزية]‏ (10 مايو 2005 – 8 ديسمبر 2005).
- انتخب وزير ظل الدولة لشؤون الأعمال والابتكار والمهارات [الإنجليزية]‏ (8 ديسمبر 2005 – 19 يناير 2009).
- انتخب زعيم ظل مجلس العموم [الإنجليزية]‏ (19 يناير 2009 – 7 سبتمبر 2009).

## وصلات خارجية
- ألان دونكان على موقع ميوزك برينز (الإنجليزية)

- الموقع الرسمي